# Tribano

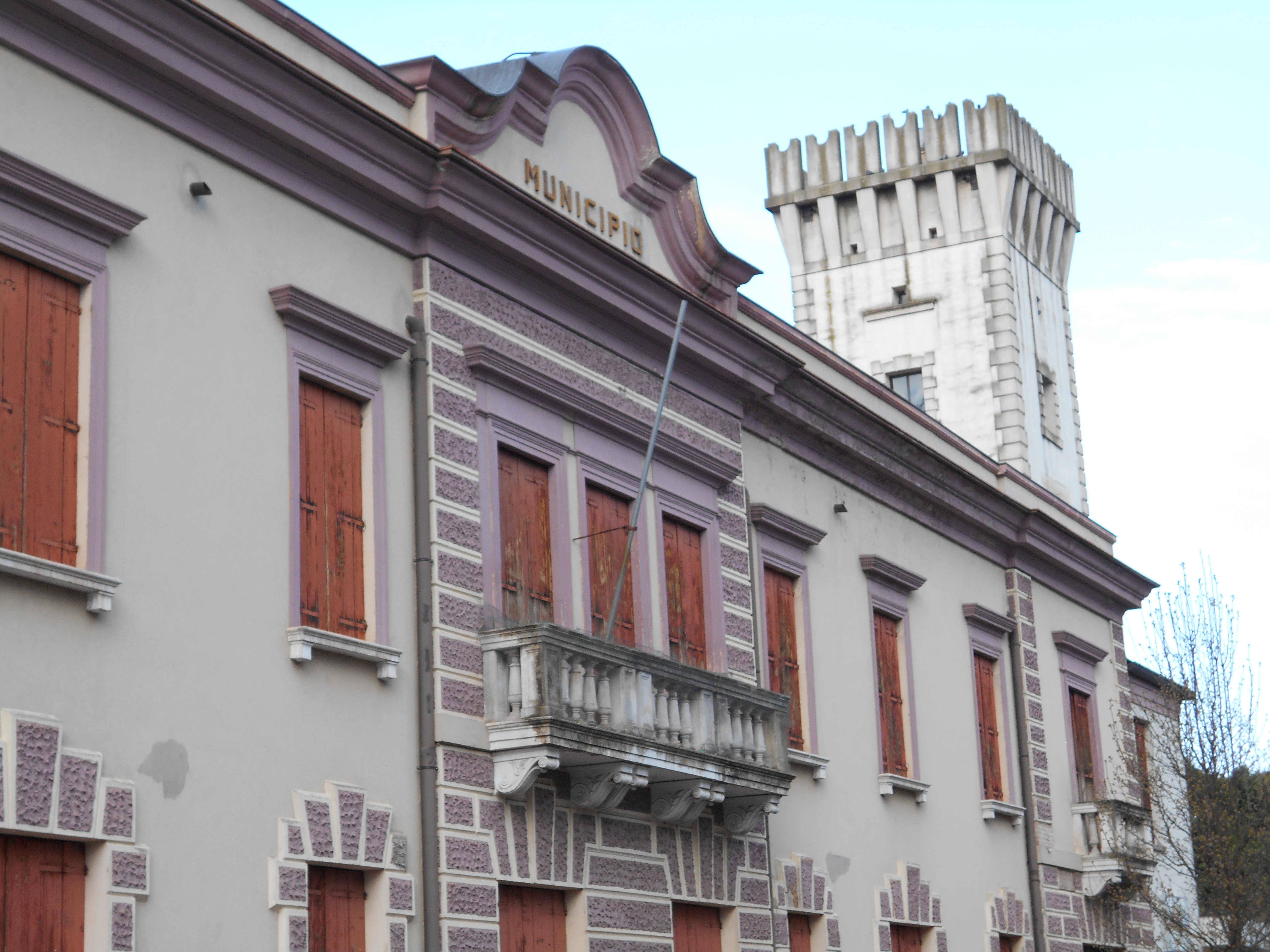
Villa Brazolo, sede del Municipio di Tribano

Tribano (Triban in veneto) è un comune italiano di 4 237 abitanti della provincia di Padova in Veneto.

## Storia

### Età Romana
Dopo essere stato, nel periodo romano, territorio di passaggio dei soldati dell'Impero, Tribano fu sottoposta alla distruzione al passaggio dapprima degli Unni di Attila attorno al V secolo e successivamente dei Longobardi nel 568 d.C. che discendendo dalle Alpi orientali, attraversarono il territorio a sud di Padova. 

### Medioevo
Nel 589 l'Adige, che attorno a questo periodo passava per Este, straripò riducendo tutta la zona del conselvano ad un'immensa palude, la quale rimase tale fino agli anni attorno al 1000: esistevano solo piccoli insediamenti detti ville o villule, che a volte prendevano il nome della persona o famiglia che vi aveva maggiori proprietà; le abitazioni del territorio e, per buona parte, anche della città, erano fatte di legno, creta o anche fango, canne e graticci, sempre coperte di paglia, senza vetri, focolari o letti e con un solo ambiente che serviva a tutti gli usi. La società era spesso colpita da pesanti carestie e malattie epidemiche che ne decimavano la popolazione.
Tutto questo perdurò fino agli anni intorno al 1000, durante i quali l'Adige fu incanalato in nuovi argini verso il Polesine e i territori furono bonificati per opera dei Benedettini (di Praglia, Anguillara, Bagnoli, ecc.) e di altri ordini religiosi. Inoltre, in questo periodo vennero edificati nel padovano oltre 70 castelli dotati di rocche, muraglie, torri, fosse ed argini, in parte dai feudatari, in parte dalla Repubblica Padovana per difendere il territorio dalle invasioni. Questi castelli diventarono in breve tempo centri di abitato, luoghi attorno ai quali incominciò a svolgersi la vita delle popolazioni.
In seguito però il potere assoluto dei principi feudatari sfociò in dispotismo e per questo attorno al XII secolo nacque il Comune con l'intento di dare libertà e diritti ai cittadini. Sempre in questi anni i paesi della zona cominciarono ad essere turbati dalla guerra contro l'ambizione selvaggia della famiglia degli Ezzelini.
Sino al XIII secolo. Conselve, Tribano, Cartura, Bovolenta e Pernumia erano retti da un potestà, una figura simbolo scelto fra i nobili Veneti, il quale aveva poteri amministrativi, giudiziari, militari e dipendeva dal potestà di Padova. In questo periodo Tribano formò comune a sé con un potestà eletto dal consiglio di Padova; questi, secondo una legge padovana del 1276, veniva pagato L. 40 per semestre. Nel 1281 Tribano viene citato in alcuni documenti del Comune di Padova in cui è fatto un elenco delle ville del territorio interessate alla costruzione di canali, argini, fosse, ecc.

### Età Moderna
Nel 1406 Padova e tutti i suoi terreni entrarono a far parte del Dominio di Venezia e ci rimasero sino alla caduta della Repubblica nel 1797 ad opera di Napoleone. Venezia favorì la ricostruzione degli argini pericolanti dei fiumi Adige, Brenta, canale di Battaglia e Paltana, abolendo alcune delle gravose imposte esistenti. Il popolo minuto era quello che lavorava la terra e non possedeva nulla. Viveva rintanato in quegli ambienti insalubri chiamati casoni e si alimentava in modo scarso e malsano. È in questo periodo che sorgono anche nel padovano le sontuose architettoniche ville veneziane con giardini.

### Età Contemporanea
Nel 1866 anche Tribano viene annessa al Regno d'Italia e viene perciò eletto il suo primo sindaco, il nobile Conte Pietro Brazolo, Più tardi durante la Prima Guerra Mondiale la città perde molti suoi giovani in memoria dei quali viene fatto costruire il Parco della Rimembranza nel 1923. Dal 1954 in poi Tribano cominciò a mutare fisionomia con il sorgere di nuovi quartieri cittadini e con l'ammodernamento delle tecniche adottate nell'agricoltura, nel commercio e nell'industria.

### Simboli
Lo stemma e il gonfalone sono stati concessi con DPR del 21 dicembre 1989.
Il gonfalone è un drappo partito di rosso e di bianco.

## Società

### Evoluzione demografica
Abitanti censiti

## Amministrazione
| Periodo | Periodo   | Primo cittadino       | Partito                        | Carica  | Note |
| ------- | --------- | --------------------- | ------------------------------ | ------- | ---- |
| 1995    | 1999      | Natalino Zambolin     | Lista Civica (Centro-sinistra) | Sindaco |      |
| 1999    | 2004      | Natalino Zambolin     | Lista Civica (Centro-sinistra) | Sindaco |      |
| 2004    | 2009      | Bruno Brasolin        | Lista Civica                   | Sindaco |      |
| 2009    | 2014      | Piergiovanni Argenton | Lista Civica (Centro)          | Sindaco |      |
| 2014    | 2019      | Piergiovanni Argenton | Lista Civica "Progetto Comune" | Sindaco |      |
| 2019    | in carica | Massimo Cavazzana     | Lista Civica "Sì Tribano"      | Sindaco |      |